# Dokážete mi kdy odpustit?
Dokážete mi kdy odpustit? (v anglickém originále Can You Ever Forgive Me?) je životopisný komediální a dramatický film z roku 2018. Režie se ujala Marielle Heller a scénáře Nicole Holofcener a Jeff Whitty. Ve snímku hrají hlavní role Melissa McCarthy a Richard E. Grant. 
Film měl premiéru na Filmovém festival Telluride dne 1. září 2018. Do kin byl uveden 19. října 2018 ve Spojených státech amerických. V České republice byl uveden v roce 2019 na filmovém festivalu Febiofest.
Film získal nominaci na Zlatý glóbus, Critics' Choice Movie Awards, SAG Awards a Satellite Awards. 

## Obsazení
- Melissa McCarthy jako Lee Israel
- Richard E. Grant jako Jack Hock
- Dolly Wells jako Anna
- Jane Curtin jako Marjorie
- Anna Deavere Smith jako Elaine
- Stephen Spinella jako Paul
- Ben Falcone jako Alan Schmidt
- Shae D'Lyn jako Nell
- Michael Cyril Creighton jako Harry
- Kevin Carolan jako Tom Clancy
- Marc Evan Jackson jako Lloyd
- Tim Cummings jako Craig
- Christian Navarro jako Kurt
- Joanna Adler jako Arlene
- Erik LaRay Harvey jako agent Solonas
- Gregory Korostishevsky jako Andre
- Brandon Scott Jones jako Glen
- Mary McCann jako soudkyně

## Přijetí

### Tržby
Film vydělal za první promítací víkend 150 tisíc dolarů z pěti kin. Za druhý víkend vydělal 380 tisíc z 25 kin. Třetí víkend byl rozšířen do 180 kin a vydělal 1,08 milionů dolarů. Za čtvrtý víkend vydělal z 391 kin 1,5 milionů dolarů.  

### Recenze
Film získal pozitivní recenze od kritiků. Na recenzní stránce Rotten Tomatoes získal z 204 započtených recenzí 98 procent s průměrným ratingem 8,2 bodů z deseti. Na serveru Metacritic snímek získal ze 48 recenzí 87 bodů ze sta. 